# Giao lộ định mệnh
Giao lộ định mệnh (tựa tiếng Anh: Inferno) là một bộ phim tâm lý - ly kỳ Việt Nam của đạo diễn Việt kiều Victor Vũ thực hiện. Phim được khởi chiếu tại Việt Nam chính thức ngày 17 tháng 9 năm 2010, chiếu trước ra mắt ngày 8 tháng 9 năm 2010. Câu khẩu hiệu chính thức của Giao lộ định mệnh là "Có những bí mật cần phải chôn vùi".

## Nội dung
Chuyện phim bắt đầu từ vụ tai nạn giao thông thảm khốc xảy ra tại giao lộ vào một đêm mưa lớn. Mạnh - nhân vật chính của phim - bị bỏng nặng và do não bị tổn thương nên anh rơi vào tình trạng hôn mê. Khi tỉnh lại trong bệnh viện, ký ức của Mạnh hoàn toàn trống rỗng. Anh không nhớ nổi mình là ai, mình đến từ đâu và đã gặp phải chuyện gì. Mạnh thậm chí còn không nhớ nổi người vợ xinh đẹp tên Trang. Trở về nhà với bao hoài nghi về quá khứ của mình, anh bắt đầu đi tìm hiểu mọi thứ. Tuy nhiên, càng đào sâu ký ức, các chuyện kỳ lạ lại liên tiếp xảy đến với Mạnh. Một người phụ nữ bí ẩn luôn theo dõi nhất cử nhất động của anh, Trang - người vợ tưởng như hiền thục, dịu dàng - lại giấu Mạnh bí mật nào đó mà anh chưa thể khám phá ra. Mạnh đắm chìm vào định mệnh nghiệt ngã và bị đẩy xuống hố sâu của sự hoảng loạn, sợ hãi. Đằng sau vụ tai nạn ngày hôm đó là cả một bí mật đang bị chôn vùi.

## Diễn viên
- Trần Bảo Sơn vai Mạnh
- Vũ Thu Phương vai Trang
- Bình Minh vai Hùng
- Tăng Bảo Quyên vai Linh
- Đại Nghĩa vai Bảo
- Diễm My vai Bà Kim
- Hứa Vĩ Văn vai Kiệt
- Đức Thịnh vai Quản lý nhà hàng
- Quốc Hùng vai Bác sĩ

## Thông tin thêm
- Giao lộ định mệnh là phim điện ảnh đầu tiên Trần Bảo Sơn vào vai chính.[cần dẫn nguồn]
- Bình Minh cũng chính là người đã cùng với Vũ Thu Phương ẵm hai giải Người mẫu xuất sắc của năm 2008.[3]
- Trong phim, Tăng Bảo Quyên còn tham gia với vai trò ca sĩ hát ca khúc do nhạc sĩ Dương Khắc Linh sáng tác: "Giấc mơ tình yêu" và "Tình yêu không còn".

## Sản xuất

Hình ảnh quảng bá phim.

Victor Vũ tự đảm nhận đạo diễn và kịch bản phim này. Victor đã có một lịch sử làm phim Việt hải ngoại nhiều kinh nghiệm. Phim ngắn đầu tay Firecracker năm 1997 đã mang về cho anh giải Best Dramatic Feature trong liên hoan phim "Newport Beach Film Festival" tại Quận Cam, California năm 1998. Tiếp sau đó, "Buổi sáng đầu năm" (First Morning, phim bi kịch 2003, giải Best Dramatic Feature của liên hoan phim San Diego Asian Film Festival 2004) và "Oan hồn" (phim kinh dị, chịu ảnh hưởng truyện ma kiểu truyện Liêu trai chí dị) đã giúp anh định hướng đi cho mình. Bộ phim kinh dị "Thế giới huyền bí, Tập 1: Tình yêu bất diệt" (Mysterious World, Episode 1: Love Never Dies) sản xuất 2006 là bước đi dĩ nhiên theo con đường đó. "Chuyện tình xa xứ" (Passport to Love) năm 2009 là một phim trở lại với thể loại phim tình cảm của anh.
Ngoài ra, Victor còn tham gia xây dựng hiệu ứng hình ảnh cho các phim "Ngày thứ 6" (The 6th Day) năm 2000 của đạo diễn Roger Spottiswoode, "Rat Race" năm 2001 của Jerry Zucker và "The Mothman Prophecies" năm 2002 của Mark Pellington.

## Nhạc phim
Nhạc sĩ Dương Khắc Linh là người sáng tác và hòa âm hai ca khúc chính trong phim: "Tình yêu không còn" và "Giấc mơ tình yêu". Christopher Wong luôn là nhà soạn nhạc trong các bộ phim của Victor Vũ, anh cũng chính là nhà soạn nhạc trong các phim của đạo diễn Việt kiều Charlie Nguyễn.
Nhận xét về nhạc phim của Christopher Wong, đạo diễn Victor Vũ phát biểu:
| “ | Christopher Wong là nhà soạn nhạc cho tất cả các phim của tôi, và âm nhạc của anh phù hợp nhất với dòng phim ly kỳ như Giao lộ định mệnh. Chỉ cần nói chuyện với nhau một lần, anh đã có thể viết được một bản nhạc gần đúng như mong muốn của tôi. Tôi tin rằng anh sẽ tạo ra không gian âm nhạc kỳ bí và hồi hộp cho Giao lộ định mệnh. | ” |

## Nghi án đạo phim
Nội dung phim được nhiều người cho rằng rất giống kịch bản phim "Shattered" do Hollywood sản xuất năm 1991. Tuy nhiên đạo diễn Victor Vũ phủ nhận việc đạo kịch bản và cho rằng đây chỉ là sự trùng hợp. Victor từng nói anh rùng mình khi xem xong "Shattered", tác phẩm này và "Giao lộ định mệnh" của anh có quá nhiều điểm giống nhau.

## Phát hành
Phim được công chiếu chính thức trên các rạp phim toàn quốc ngày 17 tháng 9 năm 2010. Phim dự định chiếu ở Bắc Mỹ trong năm 2011.